# Дитерихс, Владимир Владимирович
Владимир Владимирович Дитерихс (1891—1951) — русский морской лётчик, герой Первой мировой войны. Старший лейтенант (20.09.1916).

## Биография
Православный. Сын контр-адмирала Владимира Константиновича Дитерихса и жены его Екатерины Константиновны Сусалиной.
Образование получил в Морском корпусе, по окончании которого 16 апреля 1911 года был зачислен корабельным гардемарином в 1-й Балтийский флотский экипаж, а 6 декабря того же года произведён в мичманы. Служил на крейсере «Паллада». В 1912 году был назначен в Кронштадтскую школу юнг, где состоял полуротным командиром. С 29 марта 1913 года был переведён на крейсер «Богатырь».
С началом Первой мировой войны был назначен во 2-ю Минную дивизию, затем был вахтенным начальником эскадренного миноносца «Достойный». В зимнюю кампанию 1914—1915 годов, когда флот ушёл на зимовку в свои базы, добровольцем вызвался служить в Конном подрывном отряде Балтийского флота, прикомандированном к «Дикой дивизии», и участвовал в боях командиром пулемётного взвода. Пожалован Георгиевским оружием
За то, что в бою 22 января 1915 года на высоте 673 устроил на открытой позиции с четырьмя нижними чинами пулемет, лично открыл огонь и принудил замолчать пулеметы противника, причем пулемет мичман Дитерихс устанавливал под сильным обстрелом противника на расстоянии 300 шагов от его окопов. Сосредоточенным огнем противника один из пулеметов взвода был подбит и мичман Дитерихс был легко ранен в ухо и контужен в голову разорвавшейся шрапнелью, однако остался в строю, продолжая успешно действовать пулеметом. И за то, что в ночь с 24 на 25 января он, по личному своему желанию вместе с партией полковых разведчиков 240-го пехотного Ваврского полка ходил с бомбами к неприятельской позиции и выбил противника и отходящие колонны его, хотя сам находился под шрапнельным и ружейным огнем.
и орденом Св. Владимира IV степени с мечами и бантом
За то, что в ночь с 24 на 25 января 1915 г. обстрелял австрийцев из пулемета, поднесенного на 40 шагов, выбил их огнем из ближайших окопов, а затем ходил с бомбами на неприятельские позиции вместе с полковыми разведчиками.
В январе 1915 года получил ранение и контузию в бою. Произведён в лейтенанты 22 марта 1915 года. В 1915 году окончил Офицерскую школу морской авиации (в том числе обязательные теоретические авиационные курсы при Петроградском политехническом институте) Отдела воздушного флота, 3 декабря 1915 года был зачислен в морские лётчики. С 3 ноября 1915 года был начальником воздушного отряда «Ж», 22 ноября был переведён во 2-ю авиационную станцию Балтийского воздушного района службы связи, а 26 декабря — в 3-й судовый авиационный отряд.
Удостоен ордена Св. Георгия 4-й степени
За то, что управляя воздушным аппаратом и возвращаясь после выполнения опасного поручения к своей базе, заметил, что несколько неприятельских аппаратов атаковали другой наш гидроаэроплан и тот час же подлетел к нему на помощь. Вступив с превосходящим неприятелем в бой, лейтенант Дитерихс, искусно маневрируя, уничтожил один из неприятельских аппаратов и, несмотря на многочисленные вражеские нападения, вернулся к своей базе.
С 17 мая 1916 года состоял начальником 1-го судового авиационного отряда, а с 31 октября того же года — флаг-офицером по оперативной части Штаба начальника воздушного дивизиона Балтийского моря. 20 сентября 1916 года произведён в чин старшего лейтенанта. 24 июля 1917 года переведён в Воздушную дивизию Балтийского моря на должность начальника 3-го дивизиона 1-й воздушной бригады. После Октябрьской революции вступил в РККФ. С конца 1917 года прикомандирован к особому отделу штаба Балтийского флота. 
Участвовал в подготовке Ледового похода Балтийского флота, но перед уходом кораблей из Гельсингфорса был арестован финскими белогвардейцами и почти полгода провёл в тюрьме в Николайштадте. 
Вернувшись в Петроград в июне 1918 года назначен командиром недостроенного эсминца «Сокол». Осенью 1918 года вместе со старшим лейтенантом И. И. Голенищевым-Кутузовым создал подпольную организацию «Великая Единая Россия», которая занималась подрывной деятельностью и отправкой добровольцев в белые армии. В феврале 1919 года, после разгрома организации, бежал из Петрограда и перешёл советско-финскую границу. Приказом по Балтийскому флоту от 24 июля 1919 года объявлен вне закона как дезертир. С ноября 1919 года состоял при штабе Северо-Западной армии генерала Н. Н. Юденича. С 1920 года находился в эмиграции.
В 1920-е годы с супругой жил в Абиссинии, где одно время даже состоял военным советником при негусе. С 1930 года жил в эмиграции во Франции. Окончил Высшую химическую школу и работал инженером-химиком в ряде фирм. Умер в 1951 году в Париже. Похоронен на кладбище Сент-Женевьев-де-Буа.

## Награды
- Орден Святого Владимира 4-й ст. (Приказ по флоту и Морскому ведомству № 870 от 3.08.1915)
- Георгиевское оружие (ВП по Морскому ведомству № 785 от 11.12.1915)
- Орден Святой Анны 4-й ст. с надписью «за храбрость» (Приказ командующего флотом Балтийского моря № 617 от 6.09.1916)
- Орден Святого Станислава 2-й ст. с мечами (Приказ командующего флотом Балтийского моря № 713 от 6.10.1916)
- Орден Святого Георгия 4-й ст. (ВП по Морскому ведомству № 855 от 3.12.1916)